# ليدي ليك
ليدي ليك (بالإنجليزية: Lady Lake)‏ هي مدينة أمريكية تقع في ولاية فلوريدا. تبلغ مساحة هذه المدينة 17.4 (كم²)،ويبلغ عدد سكانها 11828 نسمة حسب إحصاء سنة 2010 م 11828.تشير إحصاءات سنة 2000م بأن الكثافة السكانية في هذه المدينة تقدر بـ(679.8) نسمة/كم2 